# Jordi Aluja
Jordi Aluja Berengué (Cambrils (Tarragona), España, 12 de noviembre de 1995), más conocido como Jordi Aluja es un entrenador de fútbol español que actualmente es el entrenador del Salon Palloilijat de la Ykkönen, la segunda división de Finlandia.

## Trayectoria
Aluja comenzaría su trayectoria como entrenador en el fútbol base del CF Amposta y en la temporada 2016-17 ocuparía el cargo de segundo entrenador del primer equipo y se haría cargo del equipo juvenil.
En la temporada 2018-19, se marcha a Camboya para ser asistente de Oriol Mohedano en el Angkor Tiger FC de la Liga C de Camboya.
En enero de 2020, firma por el FC KTP de la Veikkausliiga para ocupar el cargo de preparador físico y entrenador de porteros, donde trabaja hasta septiembre de 2021.
En enero de 2022, firma como entrenador del Käpylän Pallo de la Ykkönen, la segunda división de Finlandia.
El 20 de octubre de 2023, firma como entrenador del Salon Palloilijat de la Ykkönen, la segunda división de Finlandia.

## Clubes

### Como entrenador
| Club                             | País      | Año             |
| -------------------------------- | --------- | --------------- |
| CF Amposta (2.º entrenador)      | España    | 2016-2017       |
| Angkor Tiger FC (2.º entrenador) | Camboya   | 2018-2019       |
| FC KTP (Preparador físico)       | Finlandia | 2020-2021       |
| Käpylän Pallo                    | Finlandia | 2022-2023       |
| Salon Palloilijat                | Finlandia | 2023-Actualidad |